# 石狩川橋 (国道451号)
石狩川橋（いしかりがわばし）は、北海道樺戸郡新十津川町 - 滝川市の石狩川に架かる国道451号の橋。石狩川の河口より数えて13番目に位置する橋であり、上流側には平成橋が、下流側には滝新橋が架かっている。

## 橋梁諸元
- 種別 - 鋼道路橋
- 形式 - ゲルバー鋼板桁×5連・活荷重合成箱桁×18連[1]
- 橋長 - 640.3 m[1]
  - ゲルバー鋼板桁 - 186.5 m（33.5 m+37.5 m+44.5 m+37.5 m+33.5 m）[1]
  - 活荷重合成桁 - 446.5 m（24.9 m+24.8 m×3+25.2 m×4+24.7 m×8+25.4 m+22.5 m）[1]
- 幅員 - 9.2 m（車道7.2 m + 歩道2.0 m）
- 完成年度 - 1962年（昭和37年）

## 歴史

### 1902年の橋
明治中期、新十津川村（当時）の開発が進むにつれて、滝川との間に架橋するように要望が高まってきた。要望を受けて1900年（明治33年）に着工、総工費9592円を投じ、1902年（明治35年）に完成を見た。長さ166.0 m（60.6 m+36.4 m×2）、幅5.0 mのトラス橋であった。橋桁が木製、上部構造が鉄製であり、北海道では初の鋼鉄橋となった。
1926年（大正15年）、1942年（昭和17年）と改修工事を行ったが、橋桁が木製であるが故に重量のある車両の通行に弱く、重量制限を行い頻繁な修理により渡船での代行輸送も行われた。2代目橋第一期完成後の1961年（昭和36年）11月16日には、解体を前に本橋やこれまで解体された橋梁への感謝を表すとともに橋梁愛護を啓蒙すべく供養祭「橋梁感謝祭」を開催し、その後解体された。

### 1962年の橋
初代の橋の老朽化が顕著になってきたため、1958年（昭和33年）6月に着工、1億4678万円の工費を当時1959年に第1期区間235.9 mが完成し、第2期区間は1962年（昭和37年）に404.4 mが完成、3億4千万円の工費を投じ11月5日に全面開通。一部曲線を取り入れつつゲルバー鋼桁橋形式で186.5 m五連構造と活荷重合成桁式445.6 mの2橋を組み合わせたものとした。
当初は歩道が設置されていなかったため、川を渡る歩行者から苦情が寄せられ、1972年には下流側に幅2.0 mの歩道橋が設置された。この時車道の幅が8.0 mから7.2 mになって現在に至る。